# Alphonse Le Blondel
Pour les articles homonymes, voir Blondel.
Alphonse Le Blondel (Bréhal, 18 avril 1814 - Lille, 12 mai 1875) est un photographe français.

## Biographie
Alphonse Le Blondel est actif à Lille à partir de 1842 ou 1845. Il a plusieurs ateliers dans cette ville. Il travaille également dans les années 1840 à Paris au Palais-Royal comme daguerréotypiste.
Blondel réalise des photographies de monuments, de paysages et est également portraitiste.
Il suit les travaux d'aménagement urbain de Lille entre 1861 et 1871 et prend des clichés des chantiers, des lieux démolis et des nouveaux aménagements ; il réalise à la demande de la ville un album : Lille 1869-70 : Percement de la rue de la Gare avec 11 tirages de grand format (35 × 25 cm) ainsi que différents documents et plans, conservé à la Bibliothèque municipale de Lille.

## Collections
- Bibliothèque municipale, Lille[4].
- Museum of Modern Art (MoMA), New York[5].
- Metropolitan Museum of Art (The Met), New York[6].
- Bibliothèque nationale de France, Paris[7].
- Musée d'Orsay, Paris[8].

## Expositions
- 16 septembre - 18 décembre 2005 : Le Blondel : un regard photographique sur Lille au XIXe siècle, Bibliothèque municipale, Lille[4],[9].

## Galerie

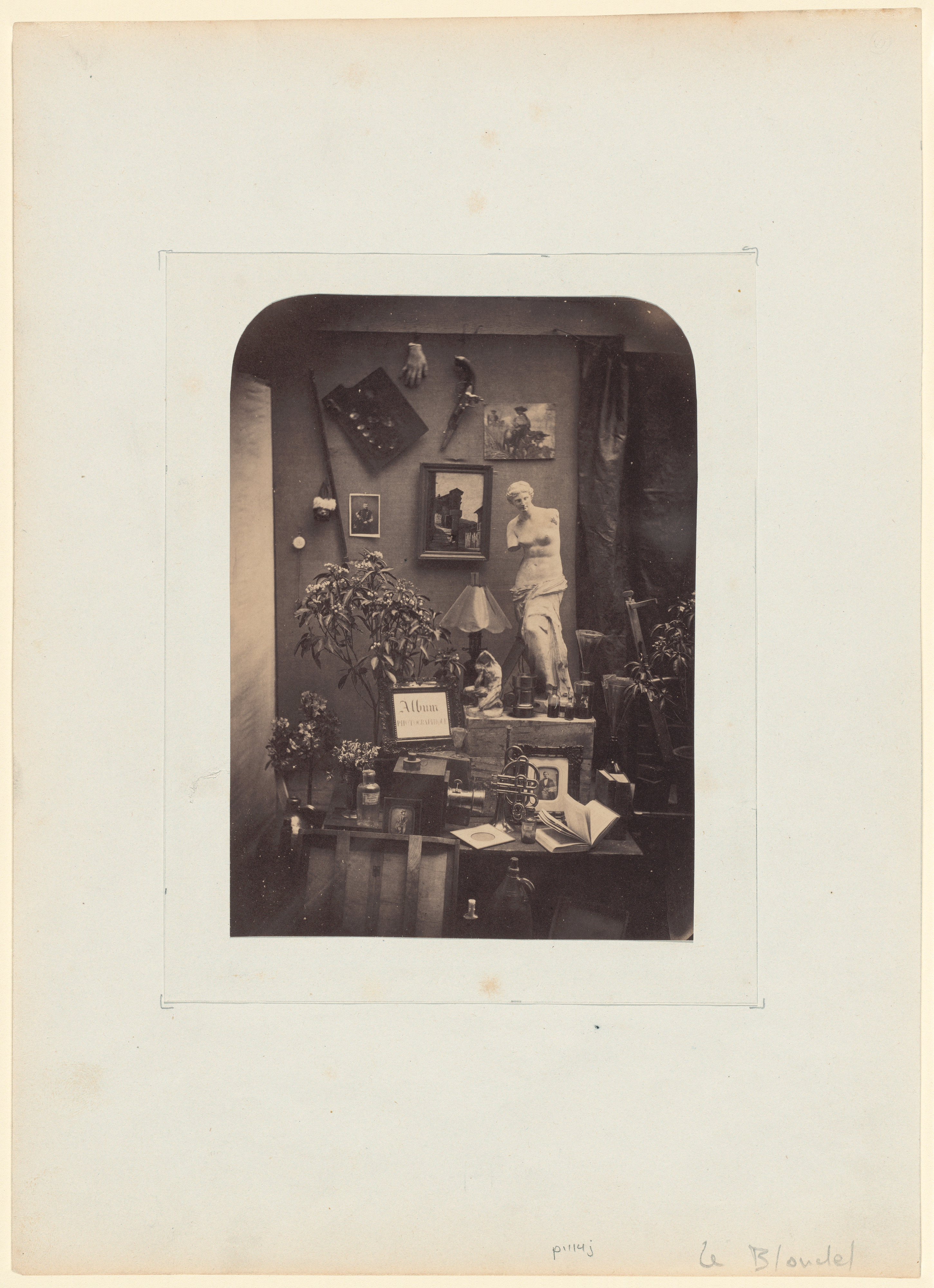
Décor d'atelier, nature morte, vers 1855.
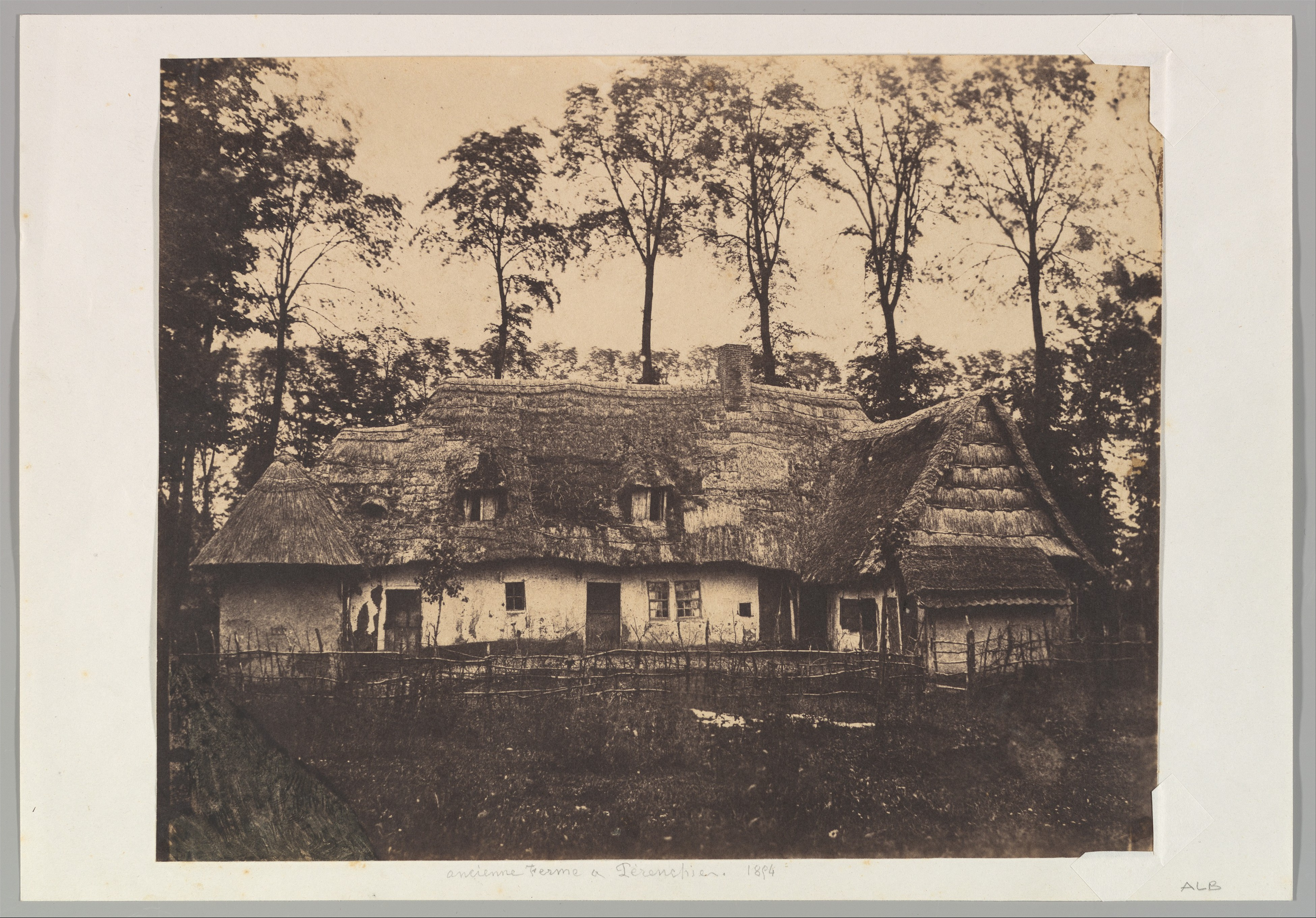
Ferme à Pérenchies, 1854.
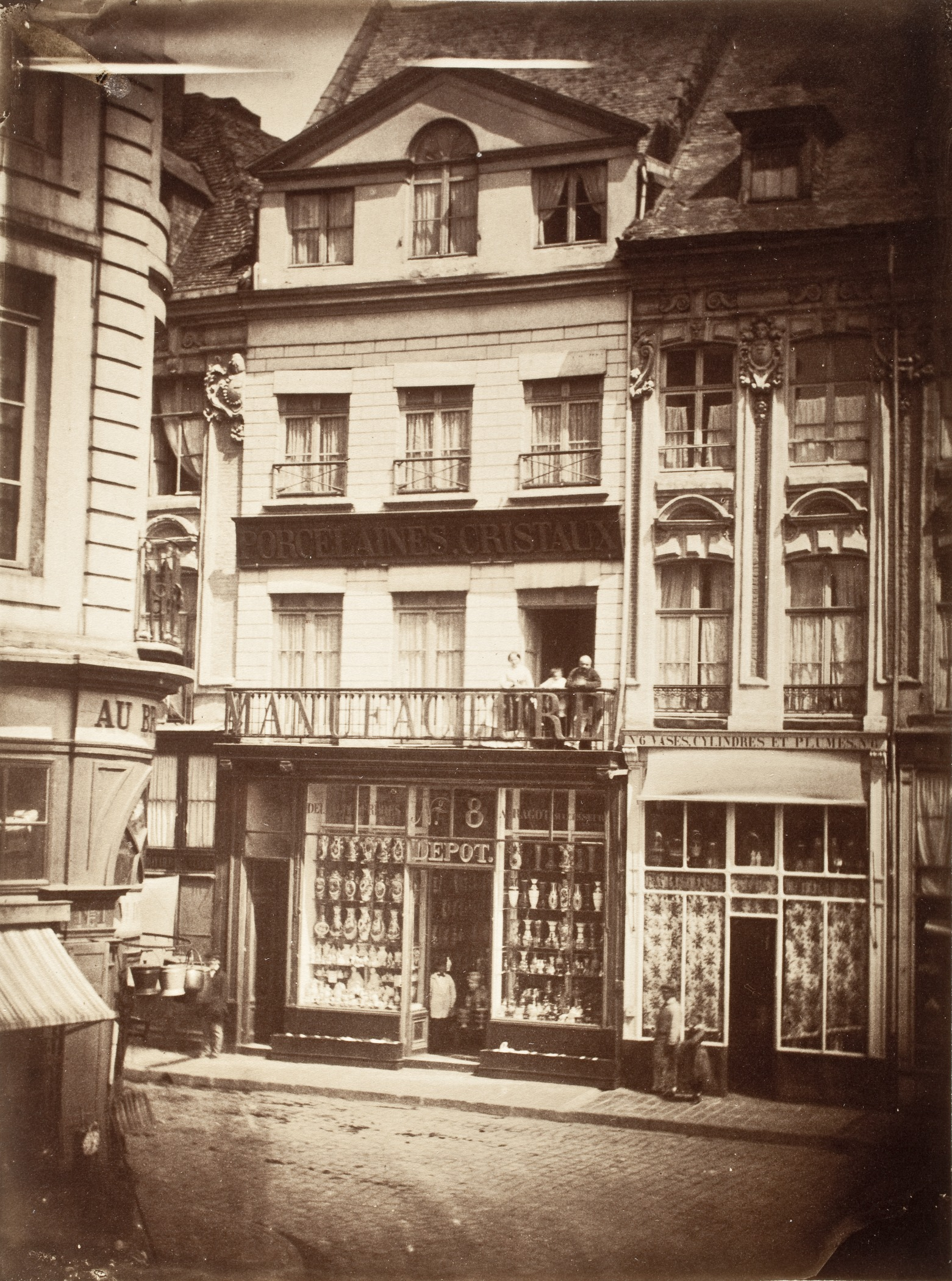
Vue de Lille, vers 1850.
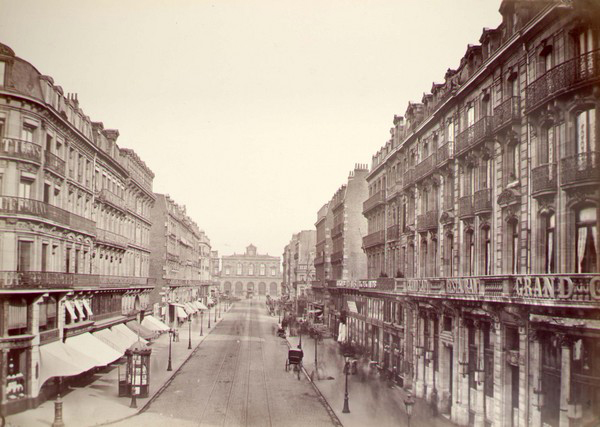
Rue de la Gare à Lille, 1878.